# Georges Vézina
Pour les articles homonymes, voir Vézina.
Temple de la renommée : 1945
Joseph Georges Gonzague Vézina plus connu sous le nom de Georges Vézina (né le 21 janvier 1887 à Chicoutimi (Québec, Canada) — mort le 27 mars 1926) est un joueur professionnel de hockey sur glace du début du XXe siècle. Il évolue en tant que gardien de but pour les Canadiens de Montréal dans l'Association nationale de hockey puis dans la Ligue nationale de hockey entre 1910 et 1925. Il joue ainsi en tant que professionnel pendant seize saisons, remportant la Coupe Stanley à deux reprises,.
À la suite de sa mort, la LNH met en place un nouveau trophée homonyme pour le gardien de but avec la plus petite moyenne de buts encaissés. Dès son année d'ouverture, en 1945, le temple de la renommée du hockey accueille Vézina en son sein. Plus tard, la ville de Chicoutimi nomme sa patinoire locale en son honneur : le Centre Georges-Vézina.

## Biographie

### Le gardien de but de Chicoutimi

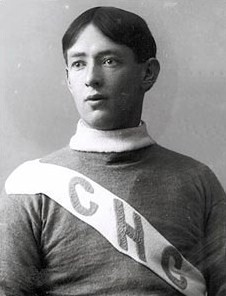
Vézina dans l'uniforme de Chicoutimi.

Georges Vézina est le cadet d'une famille de huit enfants de Georges-Henri Vézina ,un boulanger local, et de Clara Belley,. Il fréquente alors le Petit Séminaire de Chicoutimi jusqu'à l'âge de 14 ans, il quitte alors le séminaire pour venir aider son père dans la boulangerie familiale.
Dès son plus jeune âge, il joue au « hockey bottines » et est connu pour être un bon gardien de but. Il chausse des patins pour la première fois à l'âge de seize ans en rejoignant l'équipe locale de hockey, le Chicoutimi Hockey Club. Chicoutimi étant à plus de 200 kilomètres de Québec, le club de hockey de la ville ne fait pas partie d'une ligue organisée et il se contente de faire des matchs de démonstration contre d'autres équipes. Georges Vézina se marie le 3 juin 1908 avec Marie-Adélaïde-Stella Morin et ils ont par la suite deux enfants.
Le 17 février 1910, le club de hockey Canadien, plus connu sous le nom de Canadiens de Montréal, fait une tournée de promotion du hockey et joue contre le club de hockey de Chicoutimi. Le club de Montréal perd sans réussir à inscrire le moindre but grâce au portier de Chicoutimi : un certain Georges Vézina. Joseph Cattarinich gardien de Montréal conseille alors à son président et propriétaire, George Kendall, d'engager Vézina à sa place.
Il refuse dans un premier temps l'offre du Canadien mais finalement en décembre 1910, les dirigeants de Montréal sont de retour dans le Saguenay–Lac-Saint-Jean et ils s'entendent avec Georges et son frère, Pierre qui évolue en tant que défenseur, et les deux joueurs arrivent à Montréal le 22 décembre 1910. Pierre n'est pas retenu mais Georges signe un contrat de 800 CAD par an avec les Canadiens.

### Les Canadiens de Montréal

#### Dans l'ANH

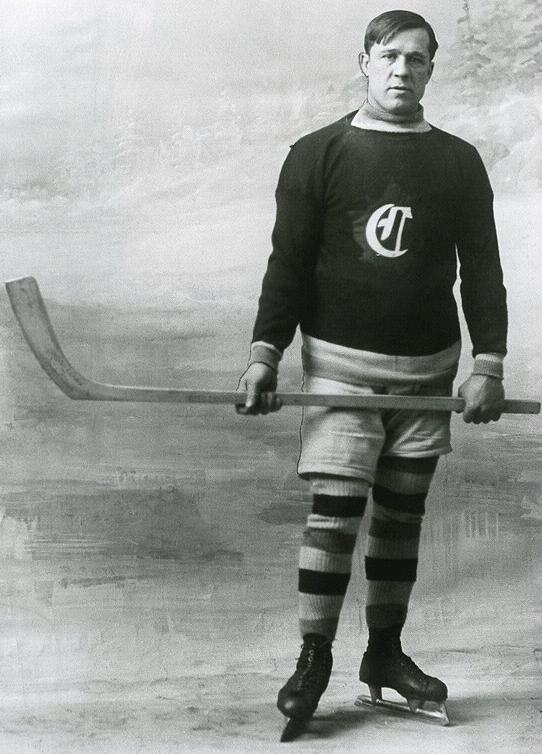
Didier Pitre, coéquipier de Vézina pendant de nombreuses années.

Il fait ses débuts professionnels avec les Canadiens de Montréal dans l'Association Nationale de Hockey contre les Sénateurs d'Ottawa le 31 décembre 1910 et porte alors le numéro 1. Il joue l'intégralité des seize matchs de la saison postant une moyenne de 3,80 buts encaissés par match avec huit victoires et huit défaites. La deuxième place acquise par l'équipe n'est pas suffisante pour remporter la Coupe Stanley, cette dernière étant remportée par les Sénateurs et leur treize victoires.
Lors de sa deuxième saison dans l'ANH, en 1911-12, Vézina joue tous les dix-huit matchs de la saison et mène encore une fois l'association au niveau de la moyenne de buts encaissés alors que l'équipe remporte huit matchs contre dix défaites. Les Canadiens n'accordent alors que 66 buts au cours de la saison, le plus bas total de l'ANH. Au cours de cette saison, Pierre Vézina joue l'unique match de sa carrière en tant que professionnel avec les Canadiens. Didier Pitre est le meilleur joueur offensif de l'équipe avec 28 buts à la suite du départ de Newsy Lalonde pour jouer avec les Millionnaires de Vancouver. L'équipe termine à la dernière place de la saison.
Vézina remporte le premier blanchissage de sa carrière au cours de la saison 1912-13 le 18 janvier 1913 lors d'une victoire 6-0 contre les Sénateurs d'Ottawa. Les Canadiens récoltent une fiche de neuf victoires pour onze défaites avec encore une fois dix-huit matchs joués par Vézina. Clint Benedict, portier d'Ottawa, est le gardien de but de l'ANH avec la plus petite moyenne de buts accordés.
Les Canadiens terminent à la première place de l'ANH pour la première fois en 1913-14 alors que l'équipe totalise treize victoires et sept défaites en vingt matchs. Cela dit, l'équipe termine à égalité avec les Blueshirts de Toronto. Vézina et le gardien de Toronto, Harry « Hap » Holmes terminent tous les deux avec la même moyenne de buts encaissés, 3,30 buts par match, avec un blanchissage chacun et autant de matchs joués. Les deux équipes étant à égalité, une série est jouée pour déterminer le vainqueur de la Coupe Stanley, la première série à laquelle participe l'équipe de Montréal. Le premier match est joué dans l'Aréna de Westmount le 7 mars 1914 et Vézina arrête l'intégralité des tirs adverses pour une victoire 2-0, deux buts inscrits par Harry Scott et Donald Smith. La tendance s'inverse lors du second match de la série avec une victoire 6-0 de Toronto, victoire qui leur donne la Coupe Stanley.

#### Dans la LNH
Le 26 novembre 1917, la Ligue nationale de hockey est fondée et elle intègre les équipes suivantes : les Canadiens de Montréal, les Wanderers de Montréal, les Sénateurs d'Ottawa, les Bulldogs de Québec, les Arenas de Toronto.
Le 18 février 1918, il devient le premier gardien de but de l'histoire de la LNH à enregistrer un blanchissage aux dépens des Arenas de Toronto, aujourd'hui connus sous le nom de Maple Leafs de Toronto, sur le score de 9-0.
À l'époque, il n'était pas permis aux gardiens de but de s'allonger sur la glace pour faire un arrêt, ce qui rendait les arrêts beaucoup plus difficiles. Georges Vézina a développé un style debout qui a influencé la plupart des gardiens de but de la ligue pendant des décennies. Il avait un style bien à lui et il avait une façon assez spéciale de bloquer les tirs avec son bâton. Il n'aimait pas bouger pour rien, mais il était vif comme un chat[réf. nécessaire]. Malgré tout, en seize saisons, Vézina n'a jamais raté de match.
Le 28 décembre 1918, il devient le premier gardien a réaliser une passe décisive sur un but d'Édouard Lalonde.

### Décès en 1926
En novembre 1925, Vézina n'est pas en bonne santé après avoir perdu seize kilogrammes en l'espace de six semaines mais il ne dit rien à personne et est aligné pour le premier match de la saison 1925-1926 dans les buts des Canadiens. Le match est joué le 28 novembre contre les Pirates de Pittsburgh à l'aréna Mont-Royal. Il quitte la glace à la fin de la première période sans avoir encaissé de but mais vomissant du sang de la bouche, victime d'une hémorragie interne. Après s'être évanoui dans le vestiaire, il reprend le match au deuxième engagement mais doit de nouveau laisser sa place à Alphonse Lacroix, Lacroix devenant le premier gardien né aux États-Unis à jouer dans un match de la LNH. Le lendemain, les médecins diagnostiquent à Vézina une tuberculose avancée. Il meurt quatre mois plus tard, le 27 mars 1926, à l'âge de 39 ans.

## Trophées et honneurs personnels

### Récompenses reçues
Il permit aux Canadiens de remporter la Coupe Stanley à deux reprises (1916 et 1924).
En 1945, le Temple de la renommée du hockey ouvre ses portes et il fait partie de la première « promotion » avec Hobart « Hobey » Baker, Charlie « Chuck » Gardiner, Eddie Gerard, Francis « Frank » McGee, Tom Phillips, Harvey Pulford, William « Hod » Stuart et Howie Morenz.

### Le trophée Vézina

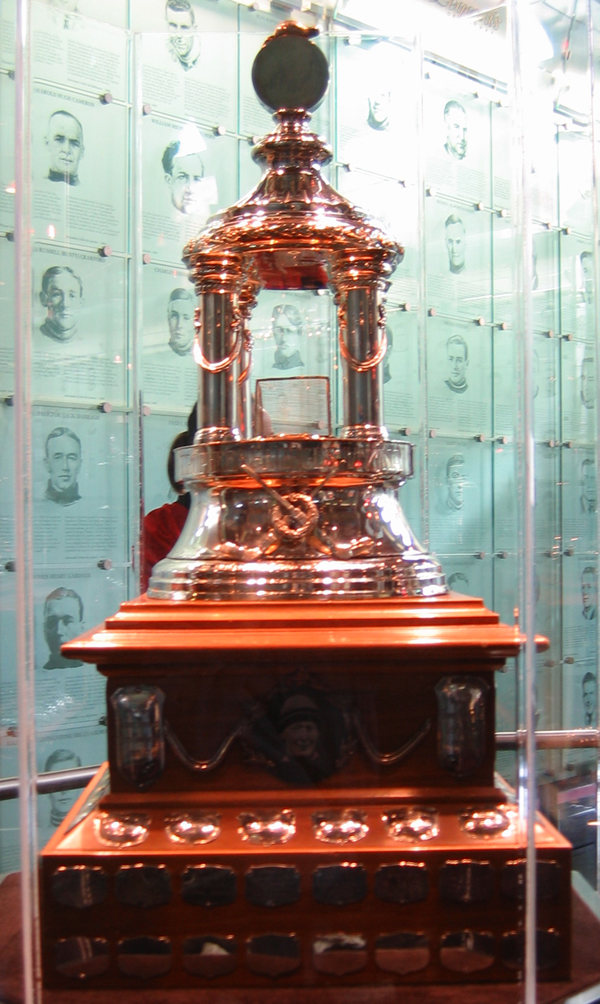
Le trophée Vézina dans une vitrine du Temple de la renommée du hockey.

La création du trophée Vézina est suggérée par Joseph Cattarinich, Léo Dandurand et Louis Létourneau et le trophée est remis pour la première fois à la fin de la saison 1926-1927. Dans un premier temps, le gardien avec la plus petite moyenne de buts alloués est récompensé chaque fin de saison. George Hainsworth, successeur de Vézina devant les filets de Montréal, est le premier à remporter le trophée et il garde la main sur celui-ci pendant trois ans.
Le 17 août 1981, William M. Jennings propriétaire des Rangers de New York depuis 1959 meurt. La LNH décide alors de mettre en place le trophée William-M.-Jennings en sa mémoire et ce trophée devient le trophée remis au gardien avec la meilleure moyenne de buts alloués. Le trophée Vézina devient alors le trophée remis au meilleur gardien de la saison selon le vote des directeurs des équipes de la LNH. Billy Smith des Islanders de New York devient le premier joueur à remporter la version moderne du trophée.
Certains gardiens ont remporté de nombreuses fois le trophée Vézina. La liste des trois gardiens ayant remporté le plus de fois le trophée est la suivante :
- sept fois pour Jacques Plante, six avec les Canadiens de Montréal et une fois avec les Blues de Saint-Louis,
- six fois pour Bill Durnan avec les Canadiens de Montréal,
- six fois pour Dominik Hašek sous les couleurs des Sabres de Buffalo.

### Le Centre Georges-Vézina

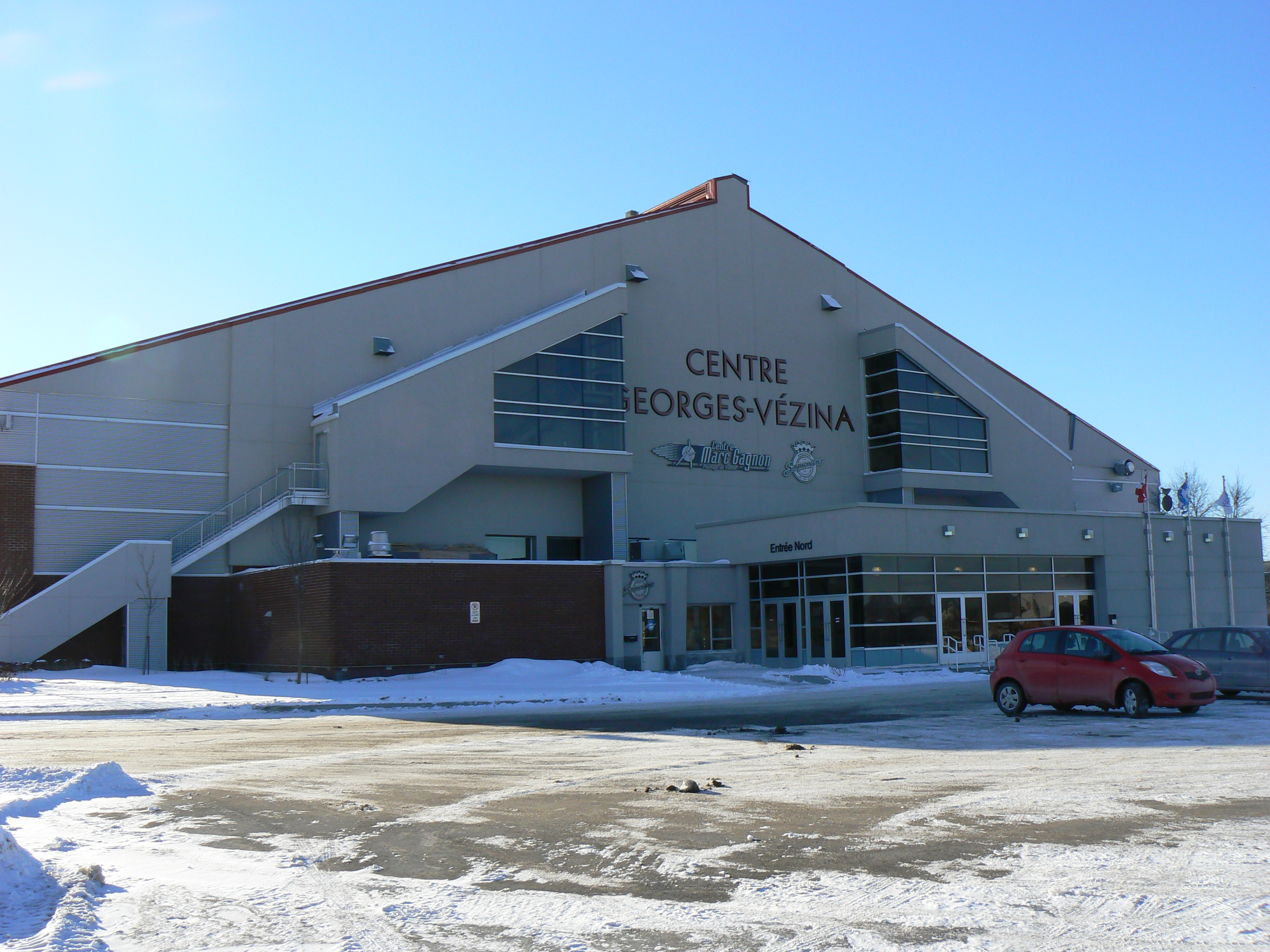
Le Centre Georges-Vézina vu de l'extérieur.

En 1949, Chicoutimi se dote d'une nouvelle patinoire, le Colisée de Chicoutimi. Il s'agit du plus gros aréna de la ville et peut accueillir jusqu'à 4 749 personnes. À l'époque de sa construction, l'édifice est un des plus importants du Canada, n'étant dépassé uniquement par le Forum de Montréal, l'aréna de Verdun, le colisée de Québec — alors en construction ou encore le Maple Leaf Gardens.
En 1965, la patinoire prend le nom de Centre Georges-Vézina en l'honneur du gardien. En 1972, une nouvelle équipe de hockey est mise en place dans la ville de Chicoutimi : les Saguenéens de Chicoutimi, équipe de la Ligue de hockey junior majeur du Québec. La même année, les Comètes de Chicoutimi, club de patinage de vitesse, sont créés et utilisent depuis la salle.

## Statistiques
| Saison     | Équipe                | Ligue      |     | Saison régulière | Saison régulière | Saison régulière | Saison régulière | Saison régulière | Saison régulière | Saison régulière | Saison régulière | Saison régulière | Saison régulière |    | Séries éliminatoires | Séries éliminatoires | Séries éliminatoires | Séries éliminatoires | Séries éliminatoires | Séries éliminatoires | Séries éliminatoires | Séries éliminatoires | Séries éliminatoires | Séries éliminatoires |
| Saison     | Équipe                | Ligue      | PJ  | V                | D                | Pr/N             | Min              | BC               | Moy              | % Arr            | Bl               | Pun              | PJ               | V  | D                    | N                    | Min                  | BC                   | Moy                  | % Arr                | Bl                   | Pun                  |                      |                      |
| 1909-1910  | Chicoutimi            | MCHL       | —   | —                | —                | —                | —                | —                | —                | —                | —                | —                | —                | —  | —                    | —                    | —                    | —                    | —                    | —                    | —                    | —                    |                      |                      |
| 1910-1911  | Canadiens de Montréal | ANH        | 16  | 8                | 8                | 0                | 980              | 62               | 3,80             | —                | 0                | —                | —                | —  | —                    | —                    | —                    | —                    | —                    | —                    | —                    | —                    |                      |                      |
| 1911-1912  | Canadiens de Montréal | ANH        | 18  | 8                | 10               | 0                | 1 109            | 66               | 3,57             | —                | 0                | —                | —                | —  | —                    | —                    | —                    | —                    | —                    | —                    | —                    | —                    |                      |                      |
| 1912-1913  | Canadiens de Montréal | ANH        | 20  | 9                | 11               | 0                | 1 217            | 81               | 3,99             | —                | 1                | —                | —                | —  | —                    | —                    | —                    | —                    | —                    | —                    | —                    | —                    |                      |                      |
| 1913-1914  | Canadiens de Montréal | ANH        | 20  | 13               | 7                | 0                | 1 222            | 64               | 3,14             | —                | 1                | —                | 2                | 1  | 1                    | 0                    | 120                  | 6                    | 3,00                 | —                    | 1                    | —                    |                      |                      |
| 1914-1915  | Canadiens de Montréal | ANH        | 20  | 6                | 14               | 0                | 1 257            | 81               | 3,86             | —                | 0                | —                | —                | —  | —                    | —                    | —                    | —                    | —                    | —                    | —                    | —                    |                      |                      |
| 1915-1916  | Canadiens de Montréal | ANH        | 24  | 16               | 7                | 1                | 1 482            | 76               | 3,08             | —                | 0                | —                | 5                | 3  | 2                    | 0                    | 300                  | 13                   | 2,60                 | —                    | 0                    | —                    |                      |                      |
| 1916-1917  | Canadiens de Montréal | ANH        | 20  | 10               | 10               | 0                | 1 217            | 80               | 3,94             | —                | 0                | —                | 6                | 2  | 4                    | 0                    | 360                  | 29                   | 4,83                 | —                    | 0                    | —                    |                      |                      |
| 1917-1918  | Canadiens de Montréal | LNH        | 21  | 12               | 9                | 0                | 1 282            | 84               | 3,93             | —                | 1                | —                | 2                | 1  | 1                    | 0                    | 120                  | 10                   | 5,00                 | —                    | 0                    | —                    |                      |                      |
| 1918-1919  | Canadiens de Montréal | LNH        | 18  | 10               | 8                | 0                | 1 117            | 78               | 4,19             | —                | 1                | —                | 10               | 6  | 3                    | 1                    | 636                  | 37                   | 3,49                 | —                    | 1                    | —                    |                      |                      |
| 1919-1920  | Canadiens de Montréal | LNH        | 24  | 13               |                  | 0                | 1 456            | 113              | 4,66             | —                | 0                | —                | —                | —  | —                    | —                    | —                    | —                    | —                    | —                    | —                    | —                    |                      |                      |
| 1920-1921  | Canadiens de Montréal | LNH        | 24  | 13               | 11               | 0                | 1 441            | 99               | 4,12             | —                | 1                | —                | —                | —  | —                    | —                    | —                    | —                    | —                    | —                    | —                    | —                    |                      |                      |
| 1921-1922  | Canadiens de Montréal | LNH        | 24  | 12               | 11               | 1                | 1 469            | 94               | 3,84             | —                | 0                | —                | —                | —  | —                    | —                    | —                    | —                    | —                    | —                    | —                    | —                    |                      |                      |
| 1922-1923  | Canadiens de Montréal | LNH        | 24  | 13               | 9                | 2                | 1 488            | 61               | 2,46             | —                | 2                | —                | 2                | 1  | 1                    | 0                    | 120                  | 3                    | 1,50                 | —                    | 0                    | —                    |                      |                      |
| 1923-1924  | Canadiens de Montréal | LNH        | 24  | 13               | 11               | 0                | 1 459            | 48               | 1,97             | —                | 3                | —                | 6                | 6  | 0                    | 0                    | 360                  | 6                    | 1,00                 | —                    | 2                    | —                    |                      |                      |
| 1924-1925  | Canadiens de Montréal | LNH        | 30  | 17               | 11               | 2                | 1 860            | 56               | 1,81             | —                | 5                | —                | 6                | 3  | 3                    | 0                    | 360                  | 18                   | 3,00                 | —                    | 1                    | —                    |                      |                      |
| 1925-1926  | Canadiens de Montréal | LNH        | 1   | 0                | 0                | 0                | 20               | 0                | 0,00             | —                | 0                | —                | —                | —  | —                    | —                    | —                    | —                    | —                    | —                    | —                    | —                    |                      |                      |
| Totaux ANH | Totaux ANH            | Totaux ANH | 138 | 72               | 65               | 1                | 8 484            | 510              | 3,61             | —                | 2                | —                | 13               | 6  | 7                    | 0                    | 780                  | 48                   | 3,69                 | —                    | 1                    | —                    |                      |                      |
| Totaux LNH | Totaux LNH            | Totaux LNH | 190 | 103              | 81               | 5                | 11 592           | 633              | 3,28             | —                | 13               | —                | 26               | 17 | 8                    | 1                    | 1 596                | 74                   | 2,78                 | —                    | 4                    | —                    |                      |                      |